# Stegastes fuscus
Stegastes fuscus, thường được gọi là cá thia Brazil, là một loài cá biển thuộc chi Stegastes trong họ Cá thia. Loài này được mô tả lần đầu tiên vào năm 1830.

## Phân bố và môi trường sống
S. fuscus được coi là loài đặc hữu của Brazil bởi sự xuất hiện rộng rãi của nó tại vùng biển của quốc gia này. Một số báo cáo ghi nhận rằng, S. fuscus được tìm thấy tại vùng biển Caribe và ngoài khơi Senegal - một quốc gia thuộc Tây Phi. Tuy nhiên, một số nhà nghiên cứu lại cho rằng, loài được tìm thấy ở Caribe là loài khác, Pomacentrus dorsopunicans. S. fuscus thường sống xung quanh các rạn san hô hoặc những nơi nhiều đá ngầm, đôi khi gần bờ, ở độ sâu khoảng 1 – 40 m. Cá con thường được thu thập từ các hồ thủy triều.

## Mô tả
S. fuscus trưởng thành dài khoảng 12 – 13 cm. Thân của S. fuscus trưởng thành có màu nâu xám rất đậm, kể cả các vây; lớp vảy lớn có viền đen. Vòng mắt thường có màu vàng nhạt. Vây đuôi có màu nhạt hơn thân. Vây lưng và vây hậu môn có viền xanh lam. Đầu đôi khi có vài chấm màu xanh tím. Cá con có đầu và lưng màu xám sẫm với những sọc và chấm màu xanh dương; phần thân còn lại có màu trắng. Có một đốm đen lớn viền xanh trên vây lưng và một đốm đen nhỏ hơn ở cuống đuôi.
Số ngạnh ở vây lưng: 12; Số vây tia mềm ở vây lưng: 15 - 16; Số ngạnh ở vây hậu môn: 2; Số vây tia mềm ở vây hậu môn: 13 - 14.
S. fuscus ăn tạp, thức ăn là rong tảo và các động vật không xương sống (giun nhiều tơ, thủy tức, bọt biển), kể cả trứng của loài Abudefduf saxatilis vào ban đêm. S. fuscus sinh sản theo cặp, trứng bám dính vào đáy biển và được bảo vệ bởi cá đực. S. fuscus có tính lãnh thổ.